# 朱国林
朱国林，河北省兴隆县人。中国人民解放军国防大学教授。
早年曾在解放军后勤学院、国防大学任教，军事学教授。之后担任中国政策科学研究会国家安全政策委员会副秘书长。

## 观点
2013年，其在转基因与国家安全研讨会上公开表态反对转基因食品技术，并称中国转基因问题为“政府部门无知”、“科学家撒谎”，并指控中华人民共和国农业部副部长李家洋担任美国杜邦先锋种子公司国际科学技术顾问，鼓吹转基因技术。